# Sindrome di Costeff
La sindrome di Costeff, o aciduria 3-metilglutaconica di tipo III, è una malattia genetica causata da mutazioni nel gene OPA3.
È tipicamente associata all'insorgenza di deterioramento visivo (atrofia ottica) nella prima infanzia, seguito dallo sviluppo di problemi motori e disabilità motoria nella tarda infanzia, occasionalmente insieme a casi lievi di deficit cognitivo.
La malattia prende il nome da Hanan Costeff, il medico che per primo descrisse la sindrome nel 1989.

## Sintomi
Il sintomo caratteristico della sindrome di Costeff è l'inizio di un progressivo peggioramento della vista causato dalla degenerazione del nervo ottico (atrofia ottica) entro i primi anni dell'infanzia, con la maggior parte degli individui affetti che sviluppano anche disabilità motorie.
Occasionalmente, le persone con sindrome di Costeff possono anche sperimentare una lieve disabilità cognitiva.
È un tipo di aciduria 3-metilglutaconica, il cui segno distintivo è un aumento del livello delle concentrazioni urinarie di acido 3-metilglutaconico e acido 3-metilglutarico; questo può consentire la diagnosi già a un anno di età.
La maggior parte delle persone con sindrome di Costeff sviluppa problemi di movimento e disabilità motorie, delle quali le due più significative sono la coreoatetosi e la spasticità.
Il primo provoca movimenti involontari irregolari, a scatti e torsioni (vedi corea e atetosi), mentre il secondo provoca contrazioni e tendenze spastiche.
Questi due sintomi sono spesso abbastanza gravi da disabilitare seriamente un individuo; su 36 persone con sindrome di Costeff, 17 hanno manifestato una grave disabilità motoria a causa della coreoatetosi e 12 hanno manifestato sintomi correlati alla spasticità abbastanza gravi.
Anche atassia (perdita di coordinazione muscolare) e disturbi del linguaggio causati dalla disartria si verificano in circa il 50% dei casi, ma raramente sono tali da essere invalidanti.
Alcuni individui con malattia di Costeff mostrano anche un lieve deterioramento cognitivo, sebbene tali casi siano relativamente rari.

## Genetica
La sindrome di Costeff è una malattia genetica neuro-oftalmologica; in particolare, è una malattia autosomica recessiva causata da una mutazione nel gene OPA3, che trasporta le istruzioni per la sintesi del suo prodotto genico, la proteina OPA3. La funzione esatta della proteina è sconosciuta, sebbene sia nota per svolgere un ruolo fondamentale nella funzione mitocondriale.
Il disturbo può essere causato da diverse mutazioni nel gene OPA3. Tuttavia, quasi tutti i casi segnalati di sindrome di Costeff si sono verificati in individui di origine ebraica irachena, tutti accomunati dalla stessa mutazione del fondatore del sito di giunzione.
Ad oggi, sono stati segnalati solo due casi di sindrome di Costeff non dovuti alla mutazione del fondatore, ciascuno dei quali era dovuto a diverse varianti patogene (mutazione).

## Diagnosi
La sindrome di Costeff può essere diagnosticata dalla presenza di livelli aumentati di acido 3-metilglutaconico nelle urine o aciduria 3-metilglutaconica.

## Trattamento
Attualmente non esiste una cura per la sindrome di Costeff. Il trattamento è di supporto e quindi concentrato sulla gestione dei sintomi. La compromissione della vista, la spasticità e i disturbi del movimento che ne derivano sono trattati allo stesso modo di casi simili che si verificano nella popolazione generale.

## Prognosi
La prognosi a lungo termine della sindrome di Costeff è sconosciuta, sebbene non sembri avere alcun effetto sull'aspettativa di vita almeno fino alla quarta decade di vita. Tuttavia, i problemi motori possono essere abbastanza gravi e tali da confinare gli individui su una sedia a rotelle sin dalla tenera età. Sia l'acuità visiva che la spasticità tendono a peggiorare nel tempo.

## Epidemiologia
Descritta per la prima volta nel 1989, la sindrome di Costeff è stata segnalata quasi esclusivamente in individui di origine ebraica irachena con solo due eccezioni, una delle quali era un curdo turco, mentre l'altra era di origine indiana. All'interno della popolazione ebraica irachena, la frequenza portatrice della mutazione è di circa 1/10, con la prevalenza della stessa sindrome di Costeff stimata tra 1 su 400 e 1 su 10 000.